# Епархия Гента
Епархия Гента (лат. Dioecesis Gandavensis) — епархия Римско-Католической церкви с центром в городе Гент, Бельгия. Епархия Гента входит в митрополию Мехелена-Брюсселя. Кафедральным собором епархии Гента является церковь святого Бавона.

## История
12 мая 1559 года Римский папа Павел IV издал буллу Super universas, которой учредил епархию Гента, выделив её из епархий Камбре, Турне и Утрехта.
29 ноября 1801 года после конкордата с Францией Римский папа Пий VII выпустил буллу Qui Christi Domini, которой упразднил епархии Брюгге и Ипра, а их территорию присоединил к епархии Гента.
22 марта 1803 года епархия Гента передала часть своей территории для возведения нового апостольского викариата Бреды (сегодня — Епархия Бреды).
27 мая 1837 года и 4 марта 1841 года епархия Гента передала часть своей территории для восстановленной епархии Брюгге и апостольскому викариату Бреды.

## Ординарии епархии
- епископ Corneille Jansen (Jansenius) (6.07.1565 — 11.04.1576);
- Guillaume Damasi Van der Linden (Lindanus) (12.02.1588 — 2.11.1588);
- епископ Pierre Damant (18.06.1590 — 14.09.1609);
- епископ Charles Maes (Masius) (18.08.1610 — 21.05.1612);
- епископ Henri François van der Burch (1.10.1612 — 2.05.1616) — назначен архиепископом Камбре;
- епископ Jacques Boonen (28.11.1616 — 13.10.1621) — назначен архиепископом Мехелена;
- епископ Antoine Triest (25.10.1621 — 28.05.1657);
- епископ Charles van den Bosch (15.03.1660 — 5.04.1665);
- епископ Eugène Albert d’Allamont (7.06.1666 — 28.08.1673);
- епископ François van Horenbeke (24.05.1677 — 4.01.1679);
- епископ Ignace Augustin de Grobbendonck (13.11.1679 — 31.05.1680);
- епископ Albert de Hornes (13.01.1681 — 4.06.1694);
- епископ Philippe Érard van der Noot (8.11.1694 — 3.02.1730);
- епископ Jean-Baptiste de Smet (6.08.1731 — 27.09.1741);
- епископ Maximilien Antoine van der Noot (26.11.1742 — 27.09.1770);
- епископ Govard Gérard van Eersel (30.03.1772 — 24.05.1778);
- епископ Ferdinand Marie de Lobkowicz (20.09.1779 — 29.01.1795);
- епископ Etienne-André-François de Paule de Fallot de Béaupré de Beaumont (11.04.1802 — 22.03.1807) — назначен епископом Пьяченцы;
- епископ Maurice-Jean-Madeleine de Broglie (22.03.1807 — 20.07.1821);
- епископ Jean-François Van de Velde (18.05.1829 — 7.08.1838);
- епископ Henri-François Bracq (27.03.1865 — 17.06.1888);
- епископ Henri-Charles Lambrecht (17.06.1888 — 2.07.1889);
- епископ Antonio Stillemans (30.12.1889 — 1916);
- епископ Emilio Giovanni Seghers (22.03.1917 — 17.05.1927);
- епископ Onorato Giuseppe Coppieters (17.05.1927 — 20.12.1947);
- епископ Karel Justien Calewaert (28.01.1948 — 28.12.1963);
- епископ Leonce Albert Van Peteghem (28.05.1964 — 27.12.1991);
- епископ Arthur Luysterman (27.12.1991 — 19.12.2003);
- епископ Лукас Ван Лой (19.12.2003 — 27.11.2019);
- епископ Lode Van Hecke, O.C.S.O. (27.11.2019 — по настоящее время).

## Источник
- Annuario Pontificio, Libreria Editrice Vaticana, Città del Vaticano, 2003, ISBN 88-209-7422-3
- Pius Bonifacius Gams, Series episcoporum Ecclesiae Catholicae, Leipzig 1931, стр. 248 (лат.)
- Konrad Eubel, Hierarchia Catholica Medii Aevi, vol. 3 Архивная копия от 21 марта 2019 на Wayback Machine, стр. 201; vol. 4 Архивная копия от 4 октября 2018 на Wayback Machine, стр. 193; vol. 5, p. 208; vol. 6, стр. 223 (лат.)
- Булла Super universas, Bullarum diplomatum et privilegiorum sanctorum Romanorum pontificum Taurinensis editio, Vol. VI, стр. 559—565 (лат.)
- Булла Qui Christi Domini, Bullarii romani continuatio, Tomo XI, Romae 1845, стр. 245—249 (лат.)